# 氮肥

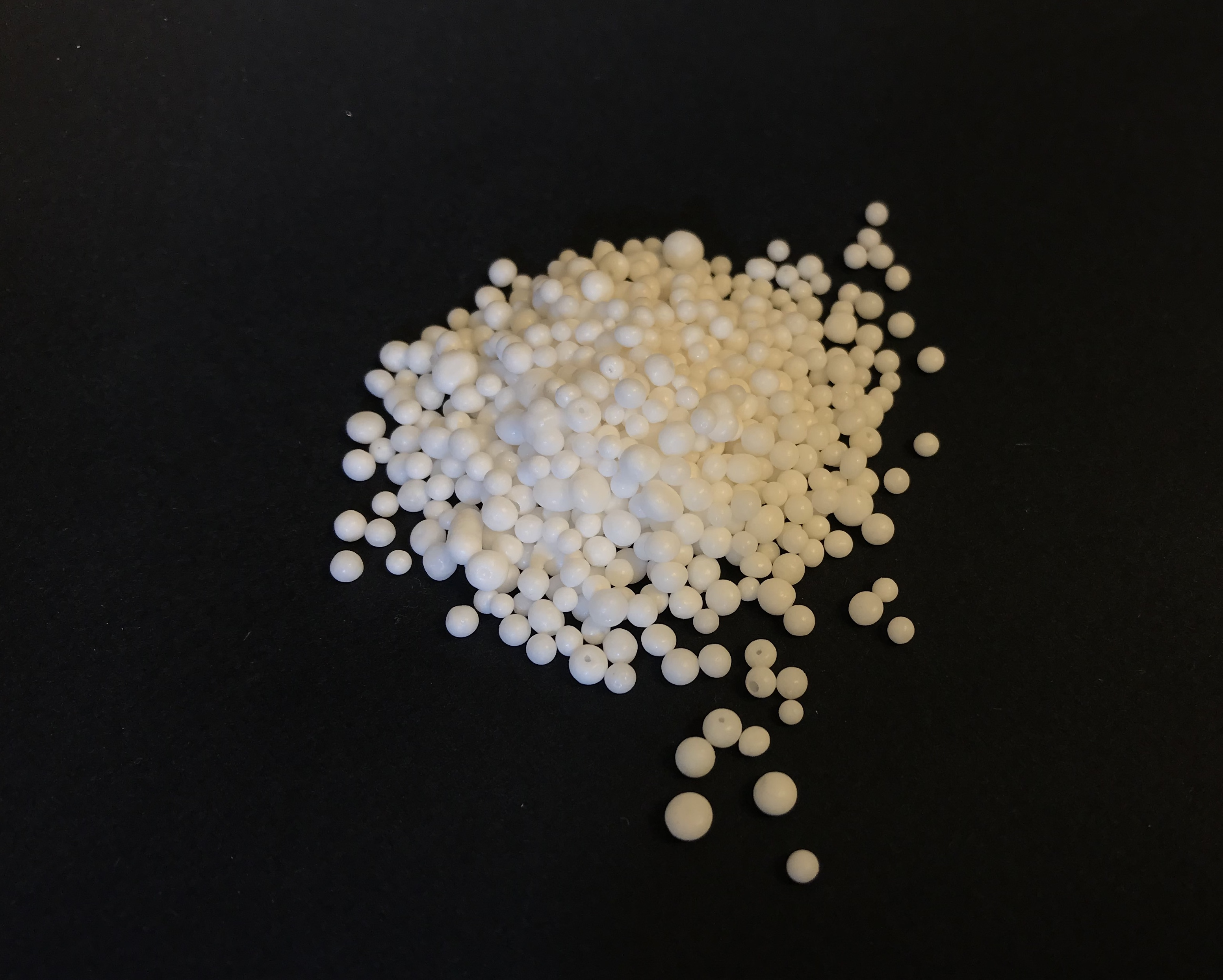
含有10%硝酸铵的氮肥

氮肥（英語：nitrogen fertilizer）是含有氮（N）的化學肥料。氮肥主要以氨水和尿素為原料，由於氮是農作物生長所需的第一大要素，所以适量使用氮肥可以提高農作物的產量。中華人民共和國經常使用的氮肥有粪尿、尿素、硝酸铵等。氮肥的大規模工業化生產使得20世纪世界人口增长迅速。然而，施用氮肥也增加了蝴蝶的死亡率。